# Un profundo mar azul
Un profundo mar azul (The Deep Blue Sea) es una obra de teatro del dramaturgo británico Terence Rattigan estrenada en 1952.

## Argumento
Ambientada en el Londres posterior a la II Guerra Mundial, la obra narra el frustrado intento de suicidio de la joven Hester Collyer, que viene descubierta por sus vecinos. En el origen de su tragedia se encuentra un desengaño amoroso, pues Freddie Page, el apuesto piloto de la RAF por el que Hester ha abandonado a su marido (un prestigioso juez) ha olvidado la cita de cumpleaños de la mujer. El marido acude al lugar de los hechos y suplica a Hester que vuelva con él, pero ella lo rechaza. A la llegada de Freddie de una velada con sus amigos, y ante la situación que encuentra decide que la relación es destructiva para ambos miembros de la pareja y abandona definitivamente a su amante. Un nuevo intento de suicidio es evitado por un vecino, el Sr. Miller.

## Representaciones destacadas
- Duchess Theatre, Londres, 6 de marzo de 1952. Estreno.
  - Dirección: Frith Banbury.
  - Intérpretes: Peggy Ashcroft (Hester), Kenneth More, Roland Curver, Peter Illing.

- Morosco Theatre, Broadway, 5 de noviembre de 1952.[2]
  - Dirección: Frith Banbury.
  - Intérpretes: Margaret Sullavan (Hester Collyer), Herbert Berghof (Mr. Miller), James Hanley (Frederick Page), Alan Webb (William Collyer), Stella Andrew, Felix Deebank, John Merivale, Betty Sinclair.

- Criterion Center Stage Right, Broadway, 26 de marzo de 1998.
  - Dirección: Mark Lamos.
  - Intérpretes: Blythe Danner (Hester Collyer), Olek Krupa (Mr. Miller), David Conrad (Frederick Page), Edward Herrmann (William Collyer), Vivienne Benesch, Rick Holmes.

- Richmond Theatre, Londres, 10 de marzo de 2008.[3]
  - Dirección: Edward Hall.
  - Intérpretes: Greta Scacchi (Hester Collyer), Tim McMullan (Mr. Miller), Dugald Bruce-Lockhart (Frederick Page), Simon Williams (William Collyer), Jacqueline Tong, Jack Tarlton, Geoff Breton, Rebecca O'Mara.

## Adaptaciones cinematográficas
La obra ha sido llevada a la gran pantalla en dos ocasionesː 
- 1955, dirigida por Anatole Litvak y protagonizada por Vivien Leigh
- 2011, dirigida por Terence Davies y protagonizada por Rachel Weisz y Tom Hiddleston

## Adaptaciones para televisión
- Reino Unido (BBC, Sunday-Night Theatre, 17 de enero de 1954).
  - Intérpretes: Googie Withers (Hester), Robert Harris (William), Kenneth More (Freddie), Peter Illing (Mr. Miller).

- Alemania, Tiefe blaue See, 13 de enero de 1971.
  - Dirección: Hans-Reinhard Müller.
  - Intérpretes: Elfriede Kuzmany (Hester), Albert Lieven (William), Günther Ungeheuer (Freddie), Viktor Warsitz (Mr. Miller).

- Reino Unido (BBC, Play of the Month, 17 de marzo de 1974).
  - Dirección: Rudolph Cartier.
  - Intérpretes: Virginia McKenna (Hester), Stephen Murray (William), Peter Egan (Freddie), Vladek Sheybal.

- Grecia, Vathia galazia thalassa, 1979.
  - Dirección: Giorgos Theodosiadis.
  - Intérpretes: Katerina Marangou, Kostas Kontoyannis, Vasilis Andreopoulos.

- España (TVE, Estudio 1, 1 de enero de 1982).
  - Dirección: Gerardo N. Miró.
  - Intérpretes: Marta Angelat (Hester), Armando Aguirre (William), Adolf Bras (Freddie), Bernardo Seray, Martín Garrido, Marta Padován.